# Abdourahamane Diallo
Ne doit pas être confondu avec Abdourahmane Diallo.
Pour les articles homonymes, voir Diallo.
Abdourahamane Diallo né à Dalein en Moyenne Guinée, est un médecin et homme politique guinéen.

## Parcours professionnel
Abdourahamane a siégé au premier conseil du Gouvernement d'Ahmed Sekou Touré dès 1957.
Il a occupé successivement les postes de Ministre de l'Économie rurale dès le 10 novembre 1958, Ministre de la Santé et des Affaires sociales le 1er janvier 1963, Ministre de Kankan en 1964 puis secrétaire d'État sans portefeuille le 19 janvier 1968.